# Nahnu Jund Allah Jund Al-watan
Nahnu Jund Allah Jund al-Watan (em árabe: السلام الجمهوري: نحن جند الله جند الوطن‎, Somos Soldados de Deus, Soldados da Pátria), é o hino nacional do Sudão. A música foi feita por Ahmad Murjan e a letra por Ahmad Muhammad Salih, sendo o hino adotado em 1956.

## Letra
Letra em árabe

نحن جند الله جند الوطن *** إن دعا داعي الفداء لن نخــن
نتحدى الموت عند المحن *** نشتري المجد بأغلى ثمن
هذه الأرض لنا فليعش *** سوداننا علماً بين الأمم
يابني السودان هذا رمزكم *** يحمل العبء ويحمى أرضكم

Letra transliterada para o Latim
Nahnu jund Al jund al-watan.

In Da A Da Il Fida Lam Nakhun.

Natahaddal Maut Endalmihan.

Nashta Ril Madjd Bi Aghlathaman.

Hathihil Ard Lana! Falyaish Sudanuna,

Alaman Bayn Al Umam.

Ya Benissudan, Hatharamzukum;

Yah Miluleb, Wa Yahmi Ardakum.
Tradução para Inglês
We are the army of God and of our land,

We shall never fail when called to sacrifice.

Whether braving death, hardship or pain,

We give our lives as the price of glory.

May this Our land, Sudan, live long,

Showing all nations the way.

Sons of the Sudan, summoned now to serve,

Shoulder the task of preserving our country